# Pico do Suna
Der Pico do Suna ist ein 1028 Meter hoher Berg im Nordosten der portugiesischen Atlantikinsel Madeira. 

## Lage
Der Berg liegt im Kreis Machico, gehört zum Gebiet der Gemeinde Porto da Cruz und liegt etwa sieben Kilometer südöstlich der Stadt. Östlich der Berges grenzt er an Santo António da Serra, westlich befindet sich die Gemeinde Ribeiro Frio.
Der Berg grenzt an das Schutzgebiet Laurisilva von Madeira, das seit 1999 als UNESCO-Weltnaturerbe ausgewiesen ist. Vom Pico do Suna eröffnet sich ein Panoramablick, der vom Pico Ruivo über Santana bis zur Ponta de São Lourenço reicht.

## Feuerwachturm
Auf dem Gipfel steht ein Feuerwachturm, der 1985 gebaut wurde. Der runde Turm ist ca. acht Meter hoch. Ob der Turm gemauert und verputzt ist oder aus Beton besteht, ist nicht bekannt. Er war der erste einer Reihe von Beobachtungsposten, die errichtet wurden, um das gesamte Wald- und Berggebiet der Insel abzudecken. Der Turm ist zeitweise öffentlich zugänglich.

## Wanderwege
Der Pico do Suna ist an des Wanderwegenetz eingebunden: Am Berg führt die Levada do Furado mit einem der bekanntesten Wanderwege der Insel vorbei, ohne jedoch auf den Gipfel des Berges zu führen.